# Ніколаєнко Микола Петрович
Мико́ла Петро́вич Нікола́єнко (* 1962) — заслужений вчитель України (2012), відмінник освіти України (2005).

## З життєпису
Народився 1962 року в селі Старосілля (Городищенський район), де 1979-го закінчив середню школу. 1983 року закінчив факультет фізичного виховання Черкаського державного педагогічного інституту.
З 1983 року проживає в Іванкові. Працює вчителем фізичної культури в іванківській ЗОШ № 1 та районному ліцеї. В 1983—1985 роках — вчитель фізкультури Запрудської 8-річної школи, вчитель фізкультури Сукачівської середньої школи в 1985—1996 роках. З 1996 року й надалі — вчитель фізкультури Іванківської ЗОШ І-ІІІ ступенів № 1 та Іванківського районного ліцею.
Вчитель-методист — з 2004 року. Методичні розробки:
- «Ефективні форми та методи зміцнення здоров'я дітей, які проживають в зонах пострадіаційного забруднення» (1999),
- «Нестандартні уроки фізичної культури як ефективний засіб виховання інтересу до занять фізичною культурою» (2003),
- «Колове тренування як ефективний метод організації занять з учнями, які проживають в умовах пострадіаційного забруднення місцевості» (2003 р, занесено до Анотованого каталогу «Освіта Київщини»),
- «Система оздоровлення та фізичного виховання учнів, які проживають у зонах пострадіаційного забруднення» (2004).

Є співавтором видання збірки «Перлини Всеукраїнського конкурсу „Вчитель року-2005“», 2005.
Вчитель року Іванківського району 1999 та 2004 років; вчитель року Київської області 2005 року.
Відмінник освіти України (2005), нагороджений Почесною грамотою Верховної Ради України (2006). Учасник обласної школи передового педагогічного досвіду — з 2005 року.
2005 року став лауреатом Всеукраїнського конкурсу «Вчитель року». Того ж року нагороджений Почесною грамотою ВРУ.
2010 року став абсолютним переможцем Всеукраїнського конкурсу на кращий інноваційний урок фізкультури та урок фізкультури з елементами футболу.